# Peninsula Taimîr

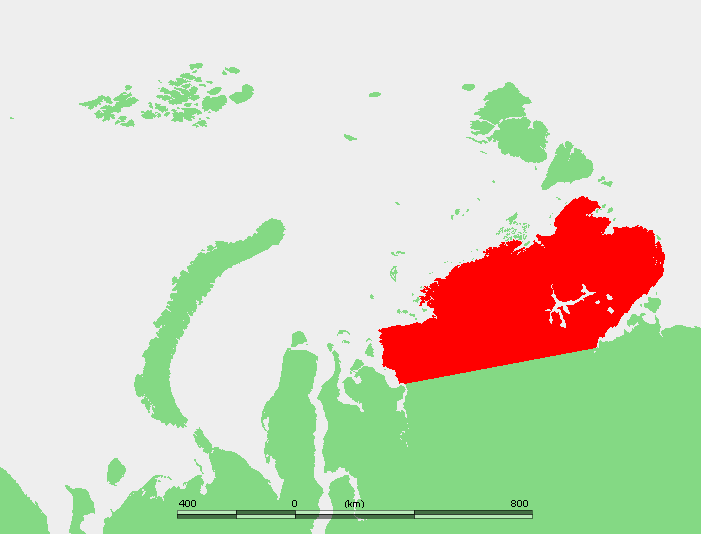
Peninsula Taimîr

Peninsula Taimîr (în rusă:Полуостров Таймыр) este o peninsulă aflată în Siberia și regiunea cea mai nordică a întregii Asii. Este delimitată de apele golfului Enisei la vest, a mării Kara la nord și ale mării Laptev la est. 
Administrativ peninsula aparține de ținutul Krasnoiarsk, Rusia. 

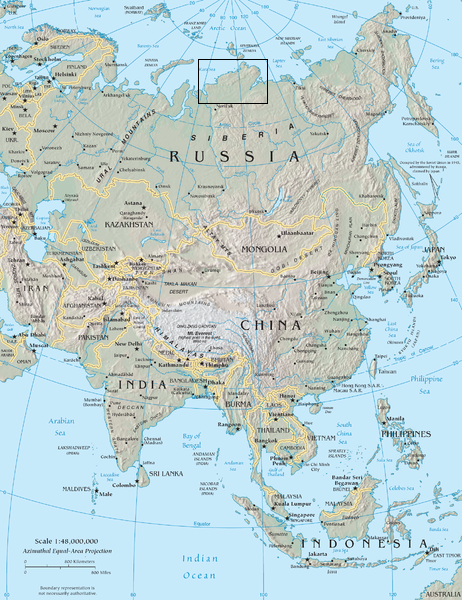
Localizarea peninsulei pe continentul asiatic

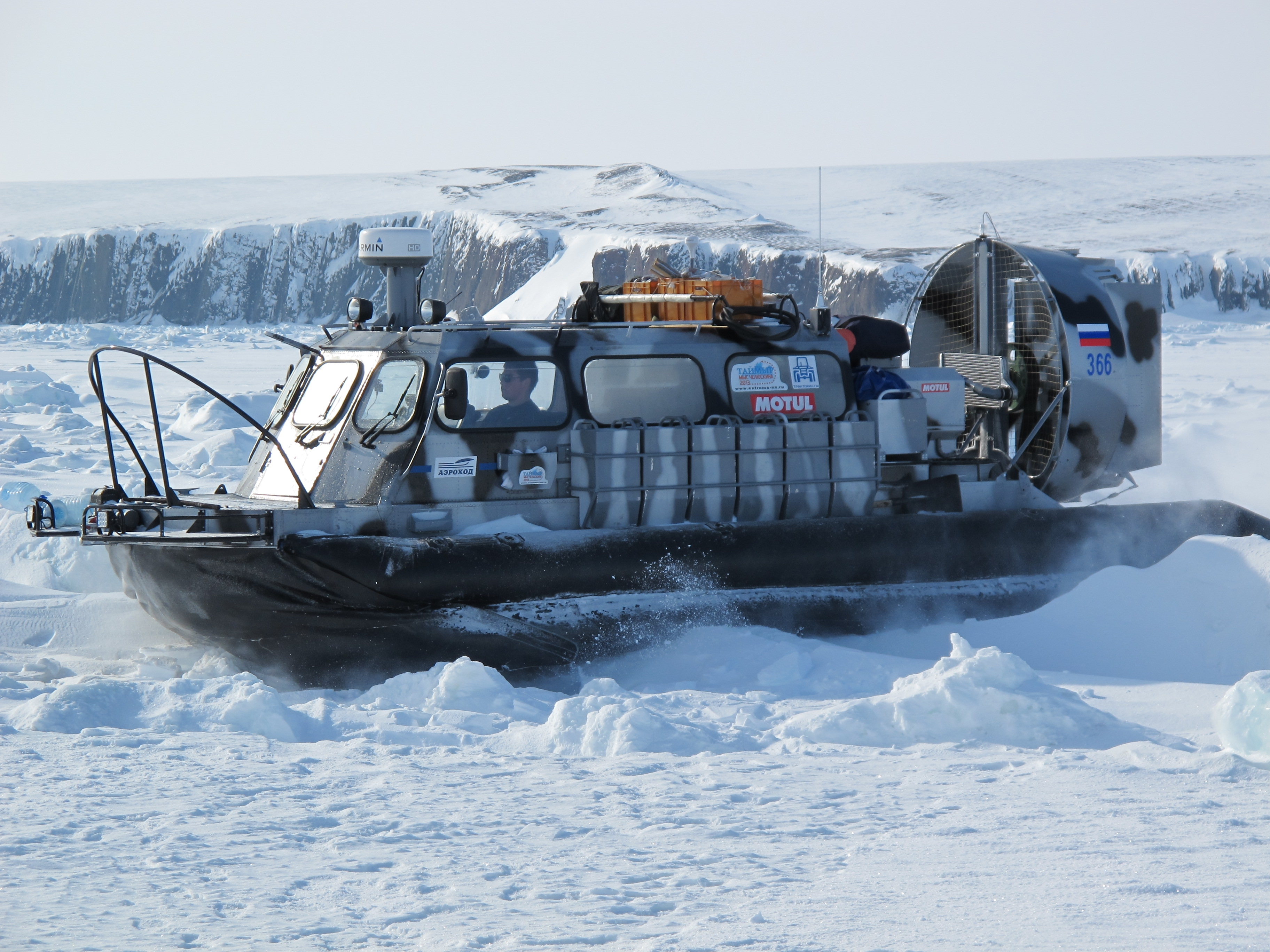
Expediția pe Taimîr pe două nave hovercraft Hivus-10 aprilie 2013